# فهرست آثار ملی شهرستان خواف
فهرست آثار ملی شهرستان خواف شامل ۹۱ اثر ملی در شهرستان خواف است که تا ۱۳۹۷ به ثبت رسیده‌اند که سهم این شهرستان در سطح استان خراسان رضوی که بالغ بر ۱۴۰۷ اثر تاریخی ثبت شده دارد معمول است.
مسجد جامع خرگرد اولین اثر ملی این شهرستان است که در ۱۵ دی ۱۳۱۰ خورشیدی در فهرست آثار ملی ایران قرار گرفت. همچنین مجموعه رباط زیارت قدیمی‌ترین بنای تاریخی این شهرستان است.

## آثار ثبت‌شده
| ردیف | نام اثر                     | نگاره          | دیرینگی                         | موقعیت                                                                                                | شمارهٔ ثبت | تاریخ ثبت        | منبع   |
| ---- | --------------------------- | -------------- | ------------------------------- | --- | --------- | ---------------- | ------ |
| ۱    | مسجد جامع خرگرد             | بارگذاری تصویر | دوره سلجوقی                     | روستای خرگرد                                                                                          | ۱۲۵       | ۱۵ دی ۱۳۱۰       | [ ۳ ]  |
| ۲    | مدرسه غیاثیه خرگرد          |                | دوره تیموری                     | روستای خرگرد ۳۴°۳۱′۵۶٫۵″ شمالی ۶۰°۱۰′۴۱٫۶″ شرقی / ۳۴٫۵۳۲۳۶۱°شمالی ۶۰٫۱۷۸۲۲۲°شرقی                      | ۱۲۶       | ۱۵ دی ۱۳۱۰       | [ ۵ ]  |
| ۳    | مسجد ملک زوزن               |                | سده ۷ ق                         | روستای زوزن ۳۴°۲۱′۱۹٫۶″ شمالی ۵۹°۵۲′۳۶٫۸″ شرقی / ۳۴٫۳۵۵۴۴۴°شمالی ۵۹٫۸۷۶۸۸۹°شرقی                       | ۳۴۰       | ۲۰ بهمن ۱۳۱۸     | [ ۶ ]  |
| ۴    | مسجد گنبد                   | بارگذاری تصویر | سده ۶ ق                         | شهر سنگان ۳۴°۲۳′۴۱٫۲″ شمالی ۶۰°۱۵′۲۱٫۶″ شرقی / ۳۴٫۳۹۴۷۷۸°شمالی ۶۰٫۲۵۶۰۰۰°شرقی                         | ۳۶۰       | ۲۰ خرداد ۱۳۲۱    | [ ۷ ]  |
| ۵    | مسجد جامع سنگان خواف        |                | دوره خوارزمشاهی                 | شهر سنگان - کوچه معروف به کوچه آب ۳۴°۲۳′۳۶٫۳″ شمالی ۶۰°۱۵′۲۲٫۳″ شرقی / ۳۴٫۳۹۳۴۱۷°شمالی ۶۰٫۲۵۶۱۹۴°شرقی | ۱۹۲۶      | ۲۰ مهر ۱۳۷۶      | [ ۸ ]  |
| ۶    | مسجد جامع خواف              |                | دوره تیموری - معاصر             | شهر خواف - خیابان خواجه یار، کوچه مسجد جامع                                                           | ۱۹۲۷      | ۲۰ مهر ۱۳۷۶      | [ ۹ ]  |
| ۷    | شهر زوزن                    |                | سده ۴ - ۷ ق                     | روستای زوزن ۳۴°۲۰′۵۱″ شمالی ۵۹°۵۲′۱۰″ شرقی / ۳۴٫۳۴۷۵۰°شمالی ۵۹٫۸۶۹۴۴°شرقی                             | ۲۴۲۱      | ۳۰ شهریور ۱۳۷۸   | [ ۱۰ ] |
| ۸    | سد سلامه                    | بارگذاری تصویر | سده ۹ ق                         | ۶۶ کیلومتری شمال‌غربی شهر خواف                                                                         | ۲۴۵۴      | ۱۹ مهر ۱۳۷۸      | [ ۱۱ ] |
| ۹    | مجموعه رباط زیارت           | بارگذاری تصویر | دوره ساسانی - دوره صفویه        | ۳۳ کیلومتری جاده خواف به رشتخوار                                                                      | ۲۶۰۲      | ۲۵ اسفند ۱۳۷۸    | [ ۴ ]  |
| ۱۰   | قلعه بزه                    | بارگذاری تصویر | سده ۸ ق                         | ۳۲ کیلومتری جاده خواف به رشتخوار                                                                      | ۲۷۷۵      | ۱۹ مرداد ۱۳۷۹    | [ ۱۲ ] |
| ۱۱   | تپه دیوی                    | بارگذاری تصویر | تاریخی - اسلامی                 | روستای ولی‌آباد                                                                                        | ۳۵۱۸      | ۲۵ اسفند ۱۳۷۹    | [ ۱۳ ] |
| ۱۲   | شهر تاریخی سیراوند          | بارگذاری تصویر | تاریخی - اسلامی                 | ۱۲ کیلومتری غرب چمن‌آباد                                                                               | ۳۷۷۴      | ۱۲ شهریور ۱۳۸۰   | [ ۱۴ ] |
| ۱۳   | مجموعه نیازآباد             | بارگذاری تصویر | سده ۹ ق                         | روستای نیازآباد                                                                                       | ۳۷۷۵      | ۱۸ اردیبهشت ۱۳۸۰ | [ ۱۵ ] |
| ۱۴   | مزار کبودانی                | بارگذاری تصویر | دوره تیموری                     | روستای لاج                                                                                            | ۴۴۵۹      | ۵ آذر ۱۳۸۰       | [ ۱۶ ] |
| ۱۵   | حوض‌انبار آقا حسین           | بارگذاری تصویر | دوره قاجار                      | شهر خواف - انتهای خیابان مدرس                                                                         | ۴۴۶۰      | ۵ آذر ۱۳۸۰       | [ ۱۷ ] |
| ۱۶   | تپه بیاس‌آباد                | بارگذاری تصویر | تاریخی                          | روستای بیاس‌آباد                                                                                       | ۴۴۶۱      | ۵ آذر ۱۳۸۰       | [ ۱۸ ] |
| ۱۷   | کوشک و باغ سلامه            |                | دوره سلجوقی - معاصر             | شهر سلامی ۳۴°۴۴′۵۴٫۷″ شمالی ۵۹°۵۸′۳۰٫۶″ شرقی / ۳۴٫۷۴۸۵۲۸°شمالی ۵۹٫۹۷۵۱۶۷°شرقی                         | ۶۴۳۰      | ۷ مهر ۱۳۸۱       | [ ۱۹ ] |
| ۱۸   | حوض‌انبار رباط زیارت         | بارگذاری تصویر | سده ۹ ق                         | روستای فدک                                                                                            | ۷۴۷۸      | ۱۲ بهمن ۱۳۸۱     | [ ۲۰ ] |
| ۱۹   | مزار شاهزاده‌های شیرخانه     | بارگذاری تصویر | دوره صفویه                      | روستای لاج                                                                                            | ۷۴۷۹      | ۱۲ بهمن ۱۳۸۱     | [ ۲۱ ] |
| ۲۰   | سقاوه رباط زیارت            | بارگذاری تصویر | اواخر دوره قاجار                | روستای فدک                                                                                            | ۷۴۸۰      | ۱۲ بهمن ۱۳۸۱     | [ ۲۲ ] |
| ۲۱   | تپه سیاه‌زوزن                | بارگذاری تصویر | هزاره اول پیش از میلاد - تاریخی | روستای زوزن                                                                                           | ۷۴۸۲      | ۱۲ بهمن ۱۳۸۱     | [ ۲۳ ] |
| ۲۲   | تپه‌های گورکی (گبری)         | بارگذاری تصویر | تاریخی - اسلامی                 | روستای بیاس‌آباد                                                                                       | ۷۴۸۵      | ۱۲ بهمن ۱۳۸۱     | [ ۲۴ ] |
| ۲۳   | مزار خواجه مجد ماضی         | بارگذاری تصویر | سده ۹ ق                         | روستای نیازآباد                                                                                       | ۷۴۸۶      | ۱۲ بهمن ۱۳۸۱     | [ ۲۵ ] |
| ۲۴   | آب‌انبارهای خواجه‌یار         | بارگذاری تصویر | دوره تیموری - دوره صفویه        | ۲ کیلومتری غرب شهر خواف                                                                               | ۷۴۸۸      | ۱۲ بهمن ۱۳۸۱     | [ ۲۶ ] |
| ۲۵   | آسیاب‌بادی‌های نشتیفان        |                | دوره صفویه                      | شهر نشتیفان ۳۴°۲۵′۵۶″ شمالی ۶۰°۱۰′۲۹″ شرقی / ۳۴٫۴۳۲۲۲°شمالی ۶۰٫۱۷۴۷۲°شرقی                             | ۷۴۹۰      | ۱۲ بهمن ۱۳۸۱     | [ ۲۷ ] |
| ۲۶   | مسجد رباط زیارت             | بارگذاری تصویر | دوره غزنوی                      | روستای فدک                                                                                            | ۷۴۹۱      | ۱۲ بهمن ۱۳۸۱     | [ ۲۸ ] |
| ۲۷   | محوطه قلعه گبری خرگرد       | بارگذاری تصویر | اسلامی                          | روستای خرگرد                                                                                          | ۷۴۹۲      | ۱۲ بهمن ۱۳۸۱     | [ ۲۹ ] |
| ۲۸   | آب‌انبار شاهزاده‌های شیرخانه  | بارگذاری تصویر | دوره تیموری                     | روستای لاج                                                                                            | ۷۴۹۳      | ۱۲ بهمن ۱۳۸۱     | [ ۳۰ ] |
| ۲۹   | مسجد سلطان شکربار           | بارگذاری تصویر | دوره تیموری                     | داخل شهر سنگان                                                                                        | ۷۴۹۵      | ۱۲ بهمن ۱۳۸۱     | [ ۳۱ ] |
| ۳۰   | آب‌انبار مجموعه سلطان شکربار | بارگذاری تصویر | دوره تیموری                     | بخش سنگان - روستای سنگان پائین                                                                        | ۸۲۶۸      | ۲۴ فروردین ۱۳۸۲  | [ ۳۲ ] |
| ۳۱   | مسجد جامع نشتیفان           | بارگذاری تصویر | سده ۹ ق                         | شهر نشتیفان                                                                                           | ۸۲۶۹      | ۲۴ فروردین ۱۳۸۲  | [ ۳۳ ] |
| ۳۲   | سقاوه نیازآباد              | بارگذاری تصویر | سده ۸ ق                         | روستای نیازآباد                                                                                       | ۸۲۷۰      | ۲۴ فروردین ۱۳۸۲  | [ ۳۴ ] |
| ۳۳   | قلعه دختر چشمه قلعه         | بارگذاری تصویر | دوره ایلخانی                    | بخش جلگه زوزن - روستای جهان‌آباد                                                                       | ۸۲۷۱      | ۲۴ فروردین ۱۳۸۲  | [ ۳۵ ] |
| ۳۴   | رباط کال جنگی               | بارگذاری تصویر | دوره تیموری                     | روستای باغ بخشی                                                                                       | ۸۲۷۲      | ۲۴ فروردین ۱۳۸۲  | [ ۳۶ ] |
| ۳۵   | مزار خواجه یار              | بارگذاری تصویر | دوره قاجار                      | جنوب‌غربی شهر خواف - دامنه کوه خواجه یار                                                               | ۸۲۷۳      | ۲۴ فروردین ۱۳۸۲  | [ ۳۷ ] |
| ۳۶   | تپه گورکی زوزن              | بارگذاری تصویر | تاریخی - قرون اولیه اسلامی      | روستای زوزن                                                                                           | ۸۲۷۴      | ۲۴ فروردین ۱۳۸۲  | [ ۳۸ ] |
| ۳۷   | باغمزار و مسجد حافظ ابرو    | بارگذاری تصویر | دوره تیموری - دوره صفویه        | شهر خواف - خیابان حافظ ابرو                                                                           | ۸۷۳۹      | ۱۰ خرداد ۱۳۸۲    | [ ۳۹ ] |
| ۳۸   | آب‌انبار سجاوند              | بارگذاری تصویر | دوره تیموری                     | بخش مرکزی - روستای سجاوند                                                                             | ۸۷۴۰      | ۱۰ خرداد ۱۳۸۲    | [ ۴۰ ] |
| ۳۹   | مزار شیخ قطب‌الدین شکرریز    | بارگذاری تصویر | صدر اسلام - دوره صفویه          | بخش مرکزی - روستای سجاوند                                                                             | ۸۷۴۱      | ۱۰ خرداد ۱۳۸۲    | [ ۴۱ ] |
| ۴۰   | شهر تاریخی خرگرد            | بارگذاری تصویر | صدر اسلام - دوره تیموری         | روستای خرگرد                                                                                          | ۹۲۸۹      | ۷ مرداد ۱۳۸۲     | [ ۴۲ ] |
| ۴۱   | محوطه نیازآباد              | بارگذاری تصویر | تاریخی - سده ۱۰ ق               | روستای نیازآباد                                                                                       | ۱۱۰۳۷     | ۱۷ مرداد ۱۳۸۳    | [ ۴۳ ] |
| ۴۲   | آب‌انبار سینه                | بارگذاری تصویر | قرون متاخر اسلامی               | روستای برآباد                                                                                         | ۱۱۰۳۸     | ۱۷ مرداد ۱۳۸۳    | [ ۴۴ ] |
| ۴۳   | آب‌انبار خطیب                | بارگذاری تصویر | دوره تیموری                     | شهر خواف - ۲۰۰ متری کال خواجه یار                                                                     | ۱۱۰۵۳     | ۱۷ مرداد ۱۳۸۳    | [ ۴۵ ] |
| ۴۴   | قلعه سنگی منگون             | بارگذاری تصویر | دوره تیموری - دوره صفویه        | دهستان زوزن - ابتدای دره منگون                                                                        | ۱۱۱۳۴     | ۱۶ شهریور ۱۳۸۳   | [ ۴۶ ] |
| ۴۵   | یخدان قدیمی خواف            | بارگذاری تصویر | دوره قاجار                      | داخل شهر خواف - حاشیه خیابان مدرس                                                                     | ۱۲۳۹۶     | ۱۱ مرداد ۱۳۸۴    | [ ۴۷ ] |
| ۴۶   | آب‌انبار سیف الدین باخرزی    | بارگذاری تصویر | سده ۱۰ ق                        | شهر خواف - خیابان ۷۲تن، ۷۲تن ۱۴                                                                       | ۱۳۱۹۶     | ۲۲ مرداد ۱۳۸۴    | [ ۴۸ ] |
| ۴۷   | تپه قلعه شرخون              | بارگذاری تصویر | سده ۷ - ۹ ق                     | بخش جلگه زوزن - روستای شرخون                                                                          | ۱۳۱۹۷     | ۲۲ مرداد ۱۳۸۴    | [ ۴۹ ] |
| ۴۸   | محوطه زیارت سیجاوند         | بارگذاری تصویر | سده ۷ - ۸ ق                     | شمال روستای سیجاوند                                                                                   | ۱۳۱۹۸     | ۲۲ مرداد ۱۳۸۴    | [ ۵۰ ] |
| ۴۹   | مزار میر قوام‌الدین شیرازی   | بارگذاری تصویر | سده ۹ - ۱۰ ق                    | شرق روستای خرگرد                                                                                      | ۱۳۱۹۹     | ۲۲ مرداد ۱۳۸۴    | [ ۵۱ ] |
| ۵۰   | حوض‌انبار ناده               | بارگذاری تصویر | دوره قاجار                      | ابتدای ورودی شهر خواف - بلوار وحدت                                                                    | ۱۳۲۰۰     | ۲۲ مرداد ۱۳۸۴    | [ ۵۲ ] |
| ۵۱   | مزار رکن‌الدین محمود سنگانی  | بارگذاری تصویر | دوره قاجار                      | ضلع شرقی شهر سنگان                                                                                    | ۱۳۲۰۱     | ۲۲ مرداد ۱۳۸۴    | [ ۵۳ ] |
| ۵۲   | مسجد قدیمی نصرآباد          | بارگذاری تصویر | دوره قاجار                      | بخش سلامی - روستای نصرآباد                                                                            | ۱۳۲۰۲     | ۲۲ مرداد ۱۳۸۴    | [ ۵۴ ] |
| ۵۳   | مسجد بلال                   | بارگذاری تصویر | دوره قاجار                      | شهر خواف - خیابان شهاب، کوچه مسجد جامع، فرعی سمت راست                                                 | ۱۳۲۰۳     | ۲۲ مرداد ۱۳۸۴    | [ ۵۵ ] |
| ۵۴   | مزار پیر احمد خوافی         | بارگذاری تصویر | اواخر دوره قاجار                | شهر خواف - خیابان پیراحمد، روبروی حوزه علمیه، احناف خواف                                              | ۱۳۲۰۴     | ۲۲ مرداد ۱۳۸۴    | [ ۵۶ ] |
| ۵۵   | مسجد حضرت خطیب              | بارگذاری تصویر | سده ۱۱ - ۱۲ ق                   | شهر سنگان - میدان جهاد، کوچه تیموری‌ها، مسجد خطیب                                                      | ۱۳۲۰۵     | ۲۲ مرداد ۱۳۸۴    | [ ۵۷ ] |
| ۵۶   | آب‌انبار خرگرد               | بارگذاری تصویر | سده ۱۲ - ۱۳ ق                   | روستای خرگرد                                                                                          | ۱۳۲۰۶     | ۲۲ مرداد ۱۳۸۴    | [ ۵۸ ] |
| ۵۷   | آب‌انبار چهاریار             | بارگذاری تصویر | سده‌های متاخر اسلامی             | ۷۰۰متری شمال‌غربی روستای مژن‌آباد                                                                       | ۱۳۲۰۷     | ۲۲ مرداد ۱۳۸۴    | [ ۵۹ ] |
| ۵۸   | حوض‌انبار لاج                | بارگذاری تصویر | سده ۱۰ ق                        | ضلع‌جنوبی و داخل روستای لاج                                                                            | ۱۳۲۰۸     | ۲۲ مرداد ۱۳۸۴    | [ ۶۰ ] |
| ۵۹   | حوض‌انبار جهان‌آباد           | بارگذاری تصویر | دوره قاجار - پهلوی اول          | بخش جلگه زوزن - روستای جهان‌آباد                                                                       | ۱۳۲۰۹     | ۲۲ مرداد ۱۳۸۴    | [ ۶۱ ] |
| ۶۰   | مسجد برآباد                 | بارگذاری تصویر | اواخر دوره صفوی                 | روستای برآباد                                                                                         | ۱۳۲۱۰     | ۲۲ مرداد ۱۳۸۴    | [ ۶۲ ] |
| ۶۱   | قلعه سنگی ده برزو           | بارگذاری تصویر | سده‌های میانه اسلامی             | بخش جلگه زوزن - روستای به برزو                                                                        | ۱۳۲۱۱     | ۲۲ مرداد ۱۳۸۴    | [ ۶۳ ] |
| ۶۲   | حوض‌انبار سرده               | بارگذاری تصویر | دوره صفویه                      | شهر خواف، خیابان خواجه یار، فرعی سمت راست                                                             | ۱۳۲۱۲     | ۲۲ مرداد ۱۳۸۴    | [ ۶۴ ] |
| ۶۳   | یخدان سنگان                 | بارگذاری تصویر | دوره صفویه - دوره قاجار         | ابتدای ورودی شهر سنگان                                                                                | ۱۳۲۱۳     | ۲۲ مرداد ۱۳۸۴    | [ ۶۵ ] |
| ۶۴   | بقایای قلعه بندیوان         | بارگذاری تصویر | سده ۹ - ۱۰ ق                    | روستای بندیوان                                                                                        | ۱۳۳۱۲     | ۲۲ مرداد ۱۳۸۴    | [ ۶۶ ] |
| ۶۵   | محوطه سیجاوند (سیراوند)     | بارگذاری تصویر | سده ۷ - ۹ ق                     | جنوب روستای سیجاوند                                                                                   | ۱۳۳۱۳     | ۲۲ مرداد ۱۳۸۴    | [ ۶۷ ] |
| ۶۶   | خانه شیرخانی                | بارگذاری تصویر | دوره پهلوی                      | بخش مرکزی - خیابان مدرس، کوچه مدرس۲، جنب مسجد النبی                                                   | ۱۳۳۷۶     | ۲۵ مرداد ۱۳۸۴    | [ ۶۸ ] |
| ۶۷   | مزار شیخ عبدل               | بارگذاری تصویر | سده ۵ - ۶ ق                     | روستای مژن‌آباد                                                                                        | ۱۷۴۱۶     | ۶ اسفند ۱۳۸۵     | [ ۶۹ ] |
| ۶۸   | مزار خدیجه خاتون            | بارگذاری تصویر | دوره صفویه                      | روستای خرگرد                                                                                          | ۱۷۴۲۸     | ۶ اسفند ۱۳۸۵     | [ ۷۰ ] |
| ۶۹   | حوض‌انبار جوجوی              | بارگذاری تصویر | دوره تیموری                     | روستای برآباد                                                                                         | ۱۷۴۳۵     | ۶ اسفند ۱۳۸۵     | [ ۷۱ ] |
| ۷۰   | مزار شیخ صوفی               | بارگذاری تصویر | دوره صفویه                      | روستای برآباد                                                                                         | ۱۷۸۷۶     | ۱۴ اسفند ۱۳۸۵    | [ ۷۲ ] |
| ۷۱   | آرامگاه ابوبکر وراق         | بارگذاری تصویر | اوایل دوره پهلوی                | روستای خرگرد                                                                                          | ۲۲۳۰۳     | ۲۷ اسفند ۱۳۸۶    | [ ۷۳ ] |
| ۷۲   | آسیاب دوقلو                 | بارگذاری تصویر | پهلوی اول                       | شهر سلامی                                                                                             | ۲۲۳۱۱     | ۲۷ اسفند ۱۳۸۶    | [ ۷۴ ] |
| ۷۳   | حوض‌انبار سلمان              | بارگذاری تصویر | اواخر دوره قاجار                | داخل بافت روستای سلمان                                                                                | ۲۳۰۹۲     | ۲ مرداد ۱۳۸۷     | [ ۷۵ ] |
| ۷۴   | سقاوه میان ده               | بارگذاری تصویر | دوره قاجار                      | شهر خواف - خیابان شهاب، کوچه مسجد جامع، مسجد جامع ۸                                                   | ۲۴۹۸۳     | ۱۸ اسفند ۱۳۸۷    | [ ۷۶ ] |
| ۷۵   | مسجد النبی                  | بارگذاری تصویر | اواخر دوره قاجار                | شهر خواف - میدان خاتم الانبیاء، خیابان مدرس، نبش مدرس ۲                                               | ۲۴۹۸۸     | ۱۸ اسفند ۱۳۸۷    | [ ۷۷ ] |
| ۷۶   | حوض‌انبار میدان              | بارگذاری تصویر | دوره صفویه                      | روستای برآباد                                                                                         | ۲۴۹۹۴     | ۱۸ اسفند ۱۳۸۷    | [ ۷۸ ] |
| ۷۷   | حوض‌انبار نیازآباد           | بارگذاری تصویر | دوره صفویه                      | روستای نیازآباد                                                                                       | ۲۴۹۹۶     | ۱۸ اسفند ۱۳۸۷    | [ ۷۹ ] |
| ۷۸   | آرامگاه بی‌بی حور و بی‌بی نور | بارگذاری تصویر | اواخر دوره قاجار                | شهر خواف - میدان امام خمینی، خیابان شهاب، شهاب ۶، جنب مسجد مولانا مطهری                               | ۲۴۹۹۹     | ۱۸ اسفند ۱۳۸۷    | [ ۸۰ ] |
| ۷۹   | عمارت قریشی                 | بارگذاری تصویر | اوایل دوره پهلوی                | ۲۵۰ متری شرق روستای علی‌آباد                                                                           | ۲۸۱۰۱     | ؟                | [ ۲ ]  |
| ۸۰   | قلعه بغسانی                 | بارگذاری تصویر | دوره قاجار                      | بخش سنگان - روستای بغسانی                                                                             | ۲۸۱۰۲     | ؟                | [ ۲ ]  |
| ۸۱   | مسجد قدیمی نیازآباد         | بارگذاری تصویر | دوره قاجار                      | روستای نیازآباد                                                                                       | ۲۹۰۴۷     | ؟                | [ ۲ ]  |
| ۸۲   | بقایای قلعه کهنه ارزنه      | بارگذاری تصویر | سده ۱۲ - ۱۴ ق                   | یک کیلومتری غرب روستای ارزنه                                                                          | ۲۹۰۵۱     | ؟                | [ ۲ ]  |
| ۸۳   | قلعه آقا حسین               | بارگذاری تصویر | اواخر دوره قاجار                | ۷۰۰ م شمال‌غربی روستای لاج                                                                             | ۲۹۰۵۳     | ؟                | [ ۲ ]  |
| ۸۴   | آسیاب‌بادی‌های خواف           | بارگذاری تصویر | دوره قاجار                      | شهر خواف - میدان خاتم الانبیاء - خیابان مدرس - مدرس ۱۱                                                | ۲۹۰۶۸     | ؟                | [ ۲ ]  |
| ۸۵   | آسیاب‌بادی‌های تیزاب          | بارگذاری تصویر | دوره قاجار                      | شمال‌غربی بافت روستای تیزاب                                                                            | ؟         | ؟                | [ ۲ ]  |
| ۸۶   | آسیاب‌بادی‌های مهرآباد        | بارگذاری تصویر | دوره قاجار                      | جنوب روستای مهرآباد                                                                                   | ؟         | ؟                | [ ۲ ]  |
| ۸۷   | آسیاب‌بادی‌های خرگرد          | بارگذاری تصویر | دوره قاجار                      | مقابل حسینیه خرگرد                                                                                    | ؟         | ؟                | [ ۲ ]  |
| ۸۸   | آسیاب‌بادی‌های شماره ۱ برآباد | بارگذاری تصویر | دوره قاجار                      | جنب حسینیه برآباد                                                                                     | ؟         | ؟                | [ ۲ ]  |
| ۸۹   | آسیاب‌بادی‌های شماره ۲ برآباد | بارگذاری تصویر | دوره قاجار                      | جنب مدرسه برآباد                                                                                      | ؟         | ؟                | [ ۲ ]  |
| ۹۰   | آسیاب‌بادی‌های شماره ۳ برآباد | بارگذاری تصویر | دوره قاجار                      | داخل بافت روستای برآباد                                                                               | ؟         | ؟                | [ ۲ ]  |
| ۹۱   | آسیاب‌بادی‌های شماره ۴ برآباد | بارگذاری تصویر | دوره قاجار                      | داخل بافت روستای برآباد                                                                               | ؟         | ؟                | [ ۲ ]  |